# محافظة بام
محافظة بام  هي محافظة في بوركينا فاسو، تقع في الوسط شمالي، بلغ عدد سكانها 277,092  نسمة وذلك حسب إحصائيات سنة 2006، عاصمتها كونغوسي.